# Молодовская, Кадя
Ка́дя Молодовская (10 мая 1894, Береза Картуска, Российская империя — 23 марта 1975, Филадельфия) — еврейская поэтесса, прозаик, драматург, литературный критик, переводчик. Писала на идише.

## Биография
Родилась в местечке Береза Картуска Гродненской губернии (сейчас — город Берёза Брестской области, Белоруссия) в семье Исаака Молодовского, меламеда в хедере, и Итке Каплан. Имя Кадя (от Кадиш) получила от бабушки. Училась в реформированном хедере, в 1911 году закончила экстерном русскую женскую гимназию в Либаве.
В 1913 году Кадя Молодовская поступила на курсы Ицхака Альтермана и Иехиеля Гальперина для преподавателей иврита в школах и детских садах. Во время Первой мировой войны переехала в Полтаву, затем — в Саратов, в 1916—1917 годах была воспитательницей в ивритском детском саду в Одессе, куда курсы были эвакуированы из Варшавы.
В 1917 году попыталась вернуться к родителям в Березу, но из-за Гражданской войны смогла доехать только до Киева. Здесь она прожила три года, познакомилась со Львом Симхе, за которого в 1920 или 1921 году вышла замуж.
В Киеве она дебютировала как поэт «Киевской группы» (Давид Бергельсон, Дер Нистер, Давид Гофштейн, Лев Квитко) в альманахе «Эйгнс» («Своё»).
В 1921 году переехала в Варшаву, где, окончив учительскую семинарию, преподавала в школе идише и иврите. Писала стихи, баллады и сказки в стихах для детей. С 1925 по 1935 год много печаталась в варшавском литературном журнале на идише «Литерарише блетер» и вела в 1934—1936 годах литературную страницу в ежедневной газете «Дер Фрайнд».
В 1927 году вышла её первая самостоятельная книга стихов на идише «Ноябрьская ночь», получившая около 20 рецензий. Вторая книга, «Башмачки уходят» (1930) получила премию Варшавской еврейской общины и идишского ПЕН-клуба.
В 1935 году эмигрировала в США (Нью-Йорк). Её муж присоединился к ней позже, в 1937 или 1938 году. В Нью-Йорке Кадя Молодовская основала два журнала на идише: «Свивэ» («Окружение») и «Хейм» («Дом»). В 1942—1944 годах писала колонки для ежедневной газеты «Форвертс» под псевдонимом Ривке Зильберг (по имени героини своего романа).
В 1948—1952 годах жила в Израиле, затем вернулась в США. В 1960—1974 годах издавала и редактировала литературный журнал «Свивэ» («Окружение») в Нью-Йорке. В 1971 году Кадя Молодовская была удостоена израильской литературной премии имени Ицика Мангера за достижения в поэзии. Умерла 23 марта 1974 года в доме престарелых в Филадельфии.

## Сочинения

### Стихи, поэмы
- Kheshvendike Nekht («Ноябрьские ночи» — от названия месяца хешван). Варшава, 1927.
- Geyen Shikhelekh Avek: Mayselekh («Башмачки уходят: Сказочки»). Варшава, 1930.
- Mayselekh («Сказочки»). Варшава, 1931. В течение 1931 года сперва выходила выпусками:
  - Mayselekh № 2: A mayśe miṭ a balye; A manṭl fun a ṭunḳlen geṿanṭl Варшава, 1931.
  - Mayselekh № 4: Der fisher-yung; A mayse mit a volf; Di dame mitn hintl. Варшава, 1931. Фрагменты.
- Dzshike Gas («Улица Дикая»). Варшава, 1933.
- Freydke. Варшава, 1935.
- In Land fun Mayn Gebeyn («В стране моих костей»). Чикаго, 1937.
- Afn Barg («На горе»). Нью-Йорк, 1938 (переиздание ранних детских стихов).
- Yidishe Kinder («Еврейские дети»). Нью-Йорк, 1945. Второе издание — 1999.
- Der Melekh Dovid Aleyn Iz Geblibn («Только царь Давид остался»). Нью-Йорк, 1946.
- In Yerushalayim Kumen Malokhim («Ангелы прибывают в Иерусалим»). 1952.
- Likht fun Dornboym («Свет из тернового куста»). Буэнос-Айрес, 1967.
- Martsepanes: Mayselekh un Lider far Kinder (недоступная ссылка) («Марципаны: сказки и стихи для детей»). 1970.

### Стихотворные переводы
Кроме собственных детских и взрослых стихов, Молодовская много переводила, в частности, ей принадлежит перевод на идиш стихотворения Маршака «Дама сдавала в багаж…». Перевод Молодовской настолько популярен, что ей часто приписывается авторство стихотворения.

### Проза
- Роман «Fun Lublin Biz Nyu-York: Togbukh fun Rivke Zilberg» («От Люблина до Нью-Йорка: дневник Ривки Зильберг»). Нью-Йорк, 1942.
- Сборник рассказов «A shtub mit zibn fentster» («Дом с семью окнами»). Нью-Йорк, 1957.
- Сборник эссе «Af di Vegn fun Tsion» («На дорогах Сиона»). Нью-Йорк, 1957.
- Роман «Baym Toyer: Roman fun dem Lebn in Yisroel» («У ворот: Роман о жизни в Израиле»). 1967.
- Автобиография «Fun Mayn Elter-zeydns Yerushe» («Из наследства моих прадедов»). Печаталась в журнале «Svive» с 1965 по 1974.

### Пьесы
- Ale fentsṭer tsu der zun («Все окна на солнечную сторону»). Варшава, 1938.
- Nokhn Got fun Midbar («За Богом из пустыни»). Нью-Йорк, 1949).

### Составитель
- Составила сборник «Lider fun Khurbm» (Стихи о Холокосте). 1962.

## Переводы
На русский и иврит переводилась только детская поэзия Молодовской, на английский, напротив, её взрослые стихи.

### Переводы на русский
- Башмачки и другие стихи для детей. В переводах Александры Глебовской. М.: Текст; Книжники. 2010.
- Детские стихи в переводе с Александры Глебовской // Лехаим. Август, 2010.

### Переводы на английский
- Paper Bridges: Selected Poems / Parirene brikn: geklibene lider. /Двуязычное издание на английском и идише. Перевод и предисловие Катрин Хеллерштейн. Детройт, 1999.
- Paper towers /Избранные стихотворения и поэмы. Перевод Катрин Хеллерштейн. Иллюстратор: Сара Горовиц. Портленд, 2005.
- A house with seven windows: short stories /Переводы Леи Скульник. Нью-Йорк, 2006.

### Переводы на иврит
- Shire Yerushalayim («Иерусалимские стихи») /Переводчик: Мордехай Сабр. Тель-Авив, 1971.
- Notsot zahav: sipurim ba-ḥaruzim («Золотые перья: рассказы в стихах») /Сборник детских стихов. Переводчик: Уриель Офек, иллюстратор: Тирца Тани. Тель-Авив, 1978.
- Pithu et Hasha’ar: Shirei Yeladim. (Детские стихи) Переводы Натана Альтермана, Леи Гольдберг, Фани Бергштейн, Авраама Левинсона. 1979.